# Idenburg (geslacht)
Idenburg is een geslacht waarvan de oorsprong in Gelderland ligt en dat onder anderen bestuurders, artsen en hoogleraren voortbracht.

## Geschiedenis
De stamreeks begint met Abraham Martensz. Ydenburg (Idenburg) die in Bredevoort werd geboren en voor het eerst vermeld wordt bij zijn huwelijk in 1693 te Kampen. In de 20e eeuw bracht het geslacht bestuurders en hoogleraren voort.

## Enkele telgen
Petrus Johannes Idenburg (1825-1899), officier van gezondheid en geneesheer
- Alexander Willem Frederik Idenburg (1861-1935), minister en gouverneur-generaal van Nederlands-Indië
  - Rosine Alexandrine Frédérique Idenburg (1884-1966); trouwde in 1910 met dr. Abraham Arnold Lodewijk Rutgers (1884-1966), gouverneur van Suriname, lid van de Tweede Kamer der Staten-Generaal, vicepresident van de Raad van State
  - Catharine Jeanette Idenburg (1885-); trouwde in 1909 met Leopold Roland Middelberg (1881-1963), burgemeester
  - Mr. dr. Petrus Johannes Abram Idenburg (1896-1976), chef van het Kabinet van de gouverneur-generaal van Nederlands-Indië, directeur-generaal van Algemene Zaken in Nederlands-Indië en secretaris-generaal van de Nederlands-Indonesische Unie te 's-Gravenhage
- Ds. Jacobus Diederik Jan Idenburg (1868-1935), predikant
  - Mr. Petrus Johannes Idenburg (1898-1989), jurist en bijzonder lector Staatkundige geschiedenis en constitutioneel recht van Afrika; trouwde in 1932 met Octavie Charlotte Danièle Siegenbeek van Heukelom (1898-1989), dochter van prof. dr. Daniel Eliza Siegenbeek van Heukelom (1859-1900)
  - Prof. mr. dr. Philippus Jacobus Idenburg (1901-1995), directeur van het Centraal Bureau voor de Statistiek; trouwde in 1925 met Margaretha Jacoba Johanna Kohnstamm (1904-1956) en daarna met haar zus Sarah Carla Kohnstamm (1911-2001), dochters van prof. dr. Philipp Abraham Kohnstamm (1875-1951)
    - Mr. Jacobus Diederik Jan Idenburg (1926-2011), verzekeraar en sportbestuurder
    - Prof. dr. Philip Abraham Idenburg (1934), hoogleraar bestuurskunde
    - Prof. dr. Petrus Johannes Idenburg (1942), hoogleraar; trouwde in 1971 met jkvr. drs. Marguérite de Savornin Lohman (1940), zus van prof. jkvr. mr. dr. Jacquelien de Savornin Lohman (1933-2018)
      - Florian Idenburg (1975), architect en onder andere Associate Professor in Practice of Architecture aan de Harvard-universiteit